# Хардон, Эдуардо
Эдуардо Хардон Рон (исп. Eduardo Jardón Ron; 3 октября 1914, Овьедо, Овьедо — 20 мая 1997, Мадрид) — испанский хоккеист на траве, полевой игрок. Участник летних Олимпийских игр 1948 года.

## Биография
Эдуардо Хардон родился 3 октября 1914 года в испанском городе Овьедо.
Играл в хоккей на траве за мадридский «Де Кампо».
В 1948 году вошёл в состав сборной Испании по хоккею на траве на летних Олимпийских играх в Лондоне, поделившей 10-12-е места. Играл в поле, провёл 1 матч, мячей не забивал.
Умер 20 мая 1997 года в испанском городе Мадрид.

## Семья
Отец — Эдуардо Хардон (1882—1942), врач, член Педиатрического общества Мадрида.
Мать — Тереза Рон (?—1975), француженка.
Старший брат — Франсиско Хардон (1911—1988), испанский хоккеист на траве. Участник летних Олимпийских игр 1948 года.
Младший брат — Фернандо Хардон (1916—?), испанский хоккеист на траве. Участник летних Олимпийских игр 1948 года.
Имел ещё двух братьев — Карлоса и Луиса, погибшего во время Гражданской войны в Испании.